# Gariga
Col termine di garìga, di origine provenzale, si intendono due diverse associazioni fitoclimatiche: gariga montana e gariga costiera o gariga propriamente detta.

## Gariga costiera

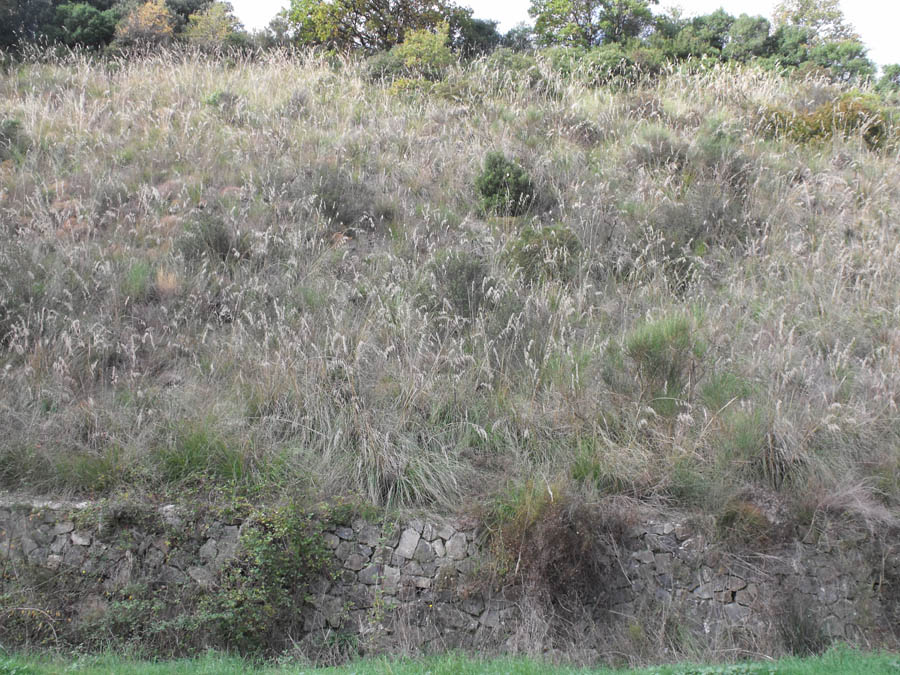
Gariga ad Ampelodesmos mauritanicus in provincia di Grosseto

Le garighe costiere sono tipiche formazioni cespugliose discontinue che si estendono su suolo involuto, sabbioso o ricco di roccia affiorante, a matrice generalmente calcarea (ma non sono esclusi insediamenti, con caratteristiche peculiari, su substrati silicei), in un ambiente caratterizzato da elevate luminosità, temperatura e aridità. È costituita da arbusti bassi e frutici che raggiungono al massimo 1-1,5 metri, ma in genere sono inferiori ai 50 cm. È nota con i termini di tomillar in Spagna (in genere usato al plurale, tomillares), garrigue in Francia, mato in Portogallo,  phrygana in Grecia e nei Balcani, batha in Palestina. La piovosità è concentrata per lo più nei mesi invernali.
Pur trattandosi di un'associazione fitoclimatica caratteristica e molto diffusa nell'ambiente mediterraneo, nella maggior parte dei casi la gariga costiera non è assimilabile ad un climax: di solito è una formazione floristica secondaria e rappresenta uno stadio involutivo derivato dalla degradazione delle macchie in seguito ai seguenti fattori:
- aridità
- rocciosità del suolo
- erosione del suolo;
- pascolo con carichi eccessivi;
- incendi;
- disboscamento.

La gariga è il penultimo stadio involutivo delle associazioni fitoclimatiche e si colloca fra la macchia xerofila dell'Oleo-ceratonion e la steppa, perciò la sua diffusione può essere indice della desertificazione in ambiente mediterraneo.
La gariga può essere facilmente confusa con la macchia bassa, dalla quale, oltre a differire sensibilmente per la composizione floristica, si distingue anche per le diverse tonalità di verde: appare glaucescente e tendente al grigio. Alcune formazioni a gariga possono avere un aspetto suggestivo in alcuni periodi dell'anno in occasione della fioritura di determinate specie, se il loro grado di copertura è significativo. In questi casi la tonalità si ravviva con il colore azzurro-violaceo nelle formazioni ricche di rosmarino, violaceo in quelle ricche di Lavandula stoechas, giallo in quelle ricche di elicriso o di arbusti dei generi Genista e Calicotome. Per gran parte dell'anno, però, la gariga appare paesaggisticamente desolata, specie quando si estende su grandi superfici; nella stagione arida, poi, esibisce un tipico aspetto "bruciato", dovuto al disseccarsi delle foglie. Una caratteristica tipica della gariga è l'intenso profumo emanato dalle numerose specie aromatiche presenti, riconducibili alle famiglie delle Labiatae e delle Asteraceae; le loro foglie, già piccole, coriacee e aromatiche per difendersi dall'aridità, in estate appaiono spesso "stropicciate", un ulteriore espediente adottato per ridurre la superficie traspirante.
La composizione floristica vede una spiccata rappresentanza delle Labiate, cui si aggiungono altre famiglie vegetali che annoverano specie particolarmente adatte alla sopravvivenza ai fattori di gariga, come Leguminose, Euforbiacee, Timeleacee, Orchidacee, Liliacee e le già citate Asteracee (Compositae). La vegetazione erbacea è rappresentata soprattutto da piante annuali, molte ad habitus spinoso, terofite e connotate da un ciclo biologico molto breve, al termine del quale, non oltre la fine della primavera, rilasciano sul terreno i propri semi; non mancano comunque le perenni, rappresentate da geofite, che si avvalgono degli organi quiescenti e delle riserve accumulate nei loro bulbi, tuberi e rizomi, per un rapido ciclo biologico di accrescimento nelle stagioni più umide (autunno o primavera).

## Gariga montana
In apparenza ha molte analogie con la gariga costiera, ma in realtà è un'associazione climatica che potremmo considerare primaria e, dunque, allo stadio di climax. Questa formazione si estende nell'orizzonte montano, oltre il limite dell'areale della vegetazione arborea, e la sua presenza è determinata dalle condizioni pedoclimatiche sfavorevoli. La vegetazione è rappresentata tipicamente da formazioni arbustive nane, discontinue, spesso modellate a pulvino a causa del vento. Dove le condizioni pedoclimatiche diventano proibitive la gariga montana cede il passo alla steppa mediterraneo-montana.
Il clima è rigido nei mesi invernali e siccitoso in quelli estivi ed è caratterizzato da frequenti venti dominanti. La piovosità annua è di 1000–1200 mm con un periodo di siccità che va dalla tarda primavera all'autunno inoltrato. In Sardegna queste condizioni si verificano mediamente oltre i 1100 metri d'altitudine, in corrispondenza delle cime dei principali massicci montuosi.
L'ambiente pedologico è caratterizzato da suoli a matrice calcarea o, più frequente in Sardegna, granitica. Hanno una scarsa potenza, denotata dalla presenza di rocciosità affiorante, e tessitura grossolana.
L'ambiente particolare e l'isolamento geografico delle garighe montane in Sardegna e Corsica hanno creato le condizioni per la presenza di un elevato numero di endemismi.

## Tipologie
All'interno della descrizione generale si registra una notevole variabilità di manifestazioni e di stati intermedi, in funzione delle differenti caratteristiche climatiche, della variabilità pedologica del sostrato, della più o meno completa ablazione degli strati umiferi e, in generale, delle diverse intensità con cui si esprimono quei fattori di disturbo precedentemente elencati. Quale elemento di diversificazione non va nemmeno trascurata la diversa capacità, esibita da alcuni generi, nel far fronte ai fattori di disturbo; così alcuni generi sono in grado di opporre una risposta più efficace all'azione del pascolo mediante repulsione chimica (Cistus o Euphorbia) o fisica (arbusti molto spinosi del genere Carlina o Eryngium).
Pur all'interno di una simile varietà di espressioni, si riconoscono tipologie ricorrenti che possono offrire interessanti esempi delle diverse comunità di gariga. Nella scarna elencazione che segue, puramente esemplificativa e suscettibile di ampliamento, le denominazioni sono attribuite, secondo l'uso, facendo riferimento ai generi o alle specie dominanti:
- gariga a Quercus coccifera
- gariga a cisti
- gariga ad euforbie
- gariga a elicriso
- gariga a ginestra
- gariga a efedre
- gariga ad asfodeli
- gariga a rosmarino
- gariga a timo
- gariga a lavanda
- gariga a salvia
- gariga a palma nana

## Laphryganadel paesaggio greco
Una forma di gariga bassa, che prende il nome di phrygana, costituisce un elemento tipico del paesaggio greco e cipriota. Si tratta di una copertura di arbusti bassi e rarefatti, dalle forme globulari, che si estende su ampie regioni dell'Attica, dell'Argolide, di Creta e delle isole Cicladi. La secolare pressione del pascolo ne condiziona la composizione, facendovi prevalere forme arbustive spinose: Sarcopoterium spinosum, Calicotome villosa, Euphorbia acanthothamno, Genista acanthoclada. Accanto a queste prospera però una grande varietà di piante aromatiche, come Origanum vulgare, Satureja thymbra, Thymus vulgaris, Lavandula spp., inframezzata a una ricca rappresentanza di oltre 200 varietà erbacee, per lo più bulbose (oltre 200 specie) dalla rapida fioritura primaverile, tra cui l'Urginea maritima, gli zafferani, gli asfodeli, le muscarie.

## Endemismi
Un aspetto interessante delle formazioni a gariga sono gli endemismi. Nella gariga costiera di alcune stazioni in Sardegna trova spazio la Centaurea horrida, endemismo sardo considerato un fossile vivente. La sua presenza è ormai limitata a pochissime stazioni costiere, in alcune delle quali è seriamente minacciata dagli insediamenti antropici. Nella gariga montana il più rappresentativo è il Thymus herba-barona, endemismo sardo-corso.

## Specie rappresentative di formazioni a gariga
- Astragalus massiliensis
- Genista spp.
- Helichrysum italicum
- Helichrysum microphyllum
- Lavandula stoechas
- Rosmarinus officinalis
- Teucrium spp.
- Thymelaea spp.
- Thymus herba-barona
- Thymus capitatus